# Kwekwe
Kwekwe (do 1982 Que Que) to miasto w środkowym Zimbabwe, w prowincji Midlands, przy linii kolejowej Bulawayo - Harare. Około 101 tys. mieszkańców. Podstawą gospodarki miasta jest przemysł stalowy i nawozów sztucznych.